# Valeri Vassiliev (hockey sur glace, 1949)
Pour les articles homonymes, voir Vassiliev et Valeri Vassiliev.
Temple de la renommée de l'IIHF : 1998
Temple de la renommée russe : 2004
Valeri Ivanovitch Vassiliev (en russe : Валерий Иванович Васильев), né le 3 août 1949 à Gorki (URSS) et mort le 19 avril 2012, est un joueur professionnel russe de hockey sur glace.
Il est admis au Temple de la renommée de la Fédération internationale de hockey sur glace en 1998.

## Biographie

### Carrière en club
Il commence sa carrière professionnelle en championnat d'URSS avec le Torpedo Gorki en 1966. Il signe ensuite au HK Dinamo Moscou. Il termine avec un bilan de 619 matchs et 71 buts en élite russe où il joue jusqu'en 1984. Il évolue ensuite dans divers pays européens comme l'Allemagne ou la Hongrie. En 1991, il met un terme à sa carrière.

### Carrière internationale
Il a représenté l'URSS à 285 reprises (43 buts) sur une période de 13 ans de 1970 à 1982. Il a été capitaine de la sélection. L'équipe a remporté les Jeux olympiques en 1972 et 1976 et l'argent en 1980. Il a participé à onze éditions des championnats du monde.

## Trophées et honneurs personnels
- Championnat du monde
  - 1973, 1977, 1979 : élu meilleur défenseur.
  - 1975, 1977, 1979, 1981 : élu dans l'équipe type.
- URSS
  - 1973, 1974, 1975, 1976, 1977, 1978, 1979, 1981 : élu dans l'équipe d'étoiles.

## Statistiques
Pour les significations des abréviations, voir Statistiques du hockey sur glace.

### En équipe nationale
| Année | Équipe | Compétition |    | PJ | B | A | Pts | Pun                |  | Résultat |
| 1970  | URSS   | CM          | 6  | 0  | 0 | 0 | 2   | Médaille d'or      |  |          |
| 1972  | URSS   | JO          | 2  | 0  | 0 | 0 | 2   | Médaille d'or      |  |          |
| 1972  | URSS   | CM          | 9  | 2  | 2 | 4 | 2   | Médaille d'argent  |  |          |
| 1973  | URSS   | CM          | 10 | 0  | 7 | 7 | 6   | Médaille d'or      |  |          |
| 1974  | URSS   | CM          | 10 | 0  | 6 | 6 | 16  | Médaille d'or      |  |          |
| 1975  | URSS   | CM          | 10 | 2  | 4 | 6 | 0   | Médaille d'or      |  |          |
| 1976  | URSS   | JO          | 6  | 1  | 2 | 3 | 2   | Médaille d'or      |  |          |
| 1976  | URSS   | CM          | 10 | 5  | 2 | 7 | 8   | Médaille d'argent  |  |          |
| 1976  | URSS   | CC          | 5  | 0  | 3 | 3 | 6   | Médaille de bronze |  |          |
| 1977  | URSS   | CM          | 10 | 1  | 2 | 3 | 8   | Médaille de bronze |  |          |
| 1978  | URSS   | CM          | 10 | 3  | 3 | 6 | 6   | Médaille d'or      |  |          |
| 1979  | URSS   | CM          | 8  | 1  | 3 | 4 | 0   | Médaille d'or      |  |          |
| 1980  | URSS   | JO          | 7  | 2  | 1 | 3 | 2   | Médaille d'argent  |  |          |
| 1981  | URSS   | CM          | 8  | 0  | 0 | 0 | 0   | Médaille d'or      |  |          |
| 1981  | URSS   | CC          | 6  | 0  | 1 | 1 | 4   | Médaille d'or      |  |          |
| 1982  | URSS   | CM          | 10 | 1  | 2 | 3 | 0   | Médaille d'or      |  |          |